# Pseudoleva
Pseudoleva is een geslacht van rechtvleugeligen uit de familie veldsprinkhanen (Acrididae). De wetenschappelijke naam van dit geslacht is voor het eerst geldig gepubliceerd in 1996 door Jago.

## Soorten
Het geslacht Pseudoleva omvat de volgende soorten:
- Pseudoleva media Uvarov, 1953
- Pseudoleva vittatus Kirby, 1902